# Gene Wilder

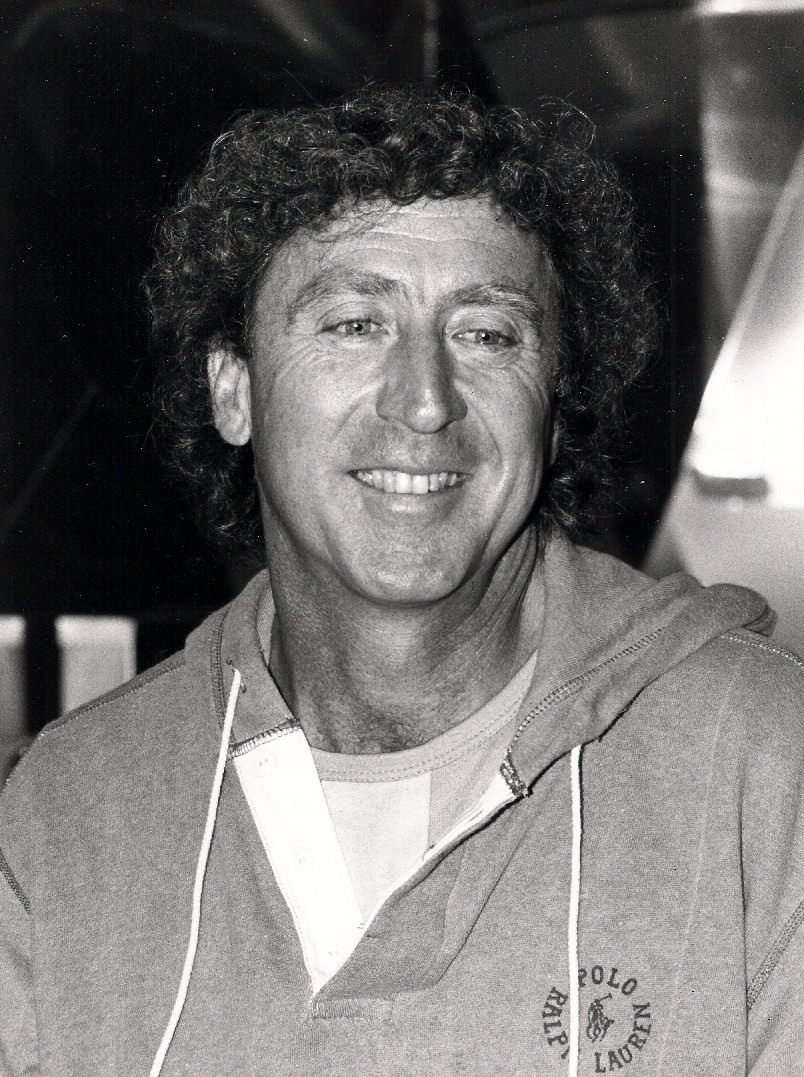
Gene Wilder

Gene Wilder (născut Jerome Silberman; n. 11 iunie 1933, Milwaukee, Wisconsin, SUA – d. 29 august 2016, Stamford⁠(d), Connecticut, SUA) a fost un actor, scenarist si scriitor american.

## Filmografie

### Film
| An   | Titlu                                                                     | Rol                              | Note                                                   |
| ---- | ------------------------------------------------------------------------- | -------------------------------- | ------------------------------------------------------ |
| 1967 | Bonnie și Clyde (1967)                                                    | Eugene Grizzard                  |                                                        |
| 1968 | Producătorii                                                              | Leo Bloom                        |                                                        |
| 1970 | Start the Revolution Without Me                                           | The twins Claude and Philippe    |                                                        |
| 1970 | Quackser Fortune Has a Cousin in the Bronx                                | Quackser Fortune                 |                                                        |
| 1971 | Willy Wonka & the Chocolate Factory                                       | Willy Wonka                      |                                                        |
| 1972 | Everything You Always Wanted to Know About Sex* (*But Were Afraid to Ask) | Dr. Doug Ross                    |                                                        |
| 1974 | Rinocerii                                                                 | Stanley                          | Bazat pe piesa de teatru a lui Eugen Ionesco Rinocerii |
| 1974 | Blazing Saddles                                                           | Jim, "The Waco Kid"              |                                                        |
| 1974 | The Little Prince                                                         | The Fox                          |                                                        |
| 1974 | Young Frankenstein                                                        | Dr. Frederick Frankenstein       | Și scenarist                                           |
| 1975 | The Adventure of Sherlock Holmes' Smarter Brother                         | Sigerson Holmes                  | Și regizor și scenarist                                |
| 1976 | Silver Streak                                                             | George Caldwell                  |                                                        |
| 1977 | The World's Greatest Lover                                                | Rudy Valentine, aka Rudy Hickman | Și regizor, producător și scenarist                    |
| 1979 | The Frisco Kid                                                            | Avram Belinski                   |                                                        |
| 1980 | Sunday Lovers                                                             | Skippy                           | A regizat segmentul "Skippy"                           |
| 1980 | Stir Crazy                                                                | Skip Donahue                     |                                                        |
| 1982 | Hanky Panky                                                               | Michael Jordon                   |                                                        |
| 1984 | The Woman in Red                                                          | Teddy Pierce                     | Și regizor și scenarist                                |
| 1986 | Haunted Honeymoon                                                         | Larry Abbot                      | Și regizor și scenarist                                |
| 1989 | See No Evil, Hear No Evil                                                 | Dave Lyons                       | Și scenarist                                           |
| 1990 | Funny About Love                                                          | Duffy Bergman                    |                                                        |
| 1991 | Another You                                                               | George/Abe Fielding              |                                                        |

### Televiziune
| An        | Titlu                  | Rol                                   | Note                                                                  |
| --------- | ---------------------- | ------------------------------------- | --------------------------------------------------------------------- |
| 1966      | Death of a Salesman    | Bernard                               | Film TV                                                               |
| 1972–1977 | The Electric Company   | Vocea lui The Adventures of Letterman | Rol secundar                                                          |
| 1972      | The Scarecrow          | Lord Ravensbane/The Scarecrow         | Film TV                                                               |
| 1974      | Thursday's Game        | Harry Evers                           | Film TV                                                               |
| 1994–1995 | Something Wilder       | Gene Bergman                          | Rol principal                                                         |
| 1999      | Murder in a Small Town | Larry "Cash" Carter                   | Film TV; co-scris cu Gilbert Pearlman                                 |
| 1999      | Alice in Wonderland    | The Mock Turtle                       | Film TV                                                               |
| 1999      | The Lady in Question   | Larry "Cash" Carter                   | Film TV; co-scris cu Gilbert Pearlman                                 |
| 2002–2003 | Will & Grace           | Mr. Stein                             | Episoadele: "Boardroom and a Parked Place", "Sex, Losers & Videotape" |

### Documentare
- Expo: Magic of the White City (2005)